# Elaphe moellendorffi
Elaphe moellendorffi är en ormart som beskrevs av Boettger 1886. Elaphe moellendorffi ingår i släktet Elaphe och familjen snokar. Inga underarter finns listade i Catalogue of Life.
Denna orm förekommer i sydöstra Kina i provinserna Guangdong, Guangxi och Yunnan samt i norra Vietnam. Den lever i låglandet och i kulliga områden upp till 300 meter över havet. Habitatet utgörs av skogar, gräsmarker och regioner med ett täcke av bambu som ofta ligger i områden med kalkstensgrund. Honor lägger 7 till 10 ägg per tillfälle som kläcks efter cirka två månader. Individerna jagar små däggdjur som gnagare och fladdermöss samt småfåglar och ödlor.
Elaphe moellendorffi fångas för köttets skull, för andra kroppsdelars skull som används i den traditionella medicinen samt för hudens skull som används för väskor. Enligt uppskattning minskade hela population med lite mer än 30 procent under de gångna 10 åren (tre generationer, räknad från 2011). IUCN listar arten som sårbar (VU).